# Marisol Touraine
Marisol Touraine (født 7. marts 1959 i Paris) er en fransk politiker fra Parti Socialiste. 
Den 16. maj 2012 udnævntes hun til social- og sundhedminister i Regeringen Jean-Marc Ayrault.
| Efterfulgte: Xavier Bertrand og Roselyne Bachelot | Frankrigs social- og sundhedminister 2012- | Efterfulgtes af: ' |